# Enicospilus antefurcalis
Enicospilus antefurcalis är en stekelart som först beskrevs av Gyöö Viktor Szépligeti 1908.  Enicospilus antefurcalis ingår i släktet Enicospilus och familjen brokparasitsteklar. Inga underarter finns listade i Catalogue of Life.